# اماکن تجاری (فیلم)
اماکن تجاری (به انگلیسی: Trading Places) فیلمی محصول سال ۱۹۸۳ و به کارگردانی جان لندیس است. در این فیلم بازیگرانی همچون دن اکروید، ادی مورفی، رالف بلامی، دان آمچی، دنهلم الیوت و جیمی لی کرتیس ایفای نقش کرده‌اند.